# Un fidanzato da manuale
Un fidanzato da manuale (Perfect on Paper) è un film per la TV diretto da Ron Oliver, del 2014, distribuito da Hallmark Channel.

## Trama
Un fidanzato da manuale, è la storia di Natalie Holland (Lindsay Hartley), giovane redattrice di Portland in Oregon con una vita sentimentale travagliata, che è stata da poco lasciata dal suo fidanzato, l'ultimo di una lunga lista di fallimenti.  Questa volta, però, Natalie è decisa a cambiare la sua vita e si trasferisce a Los Angeles con l'aiuto della sua vecchia amica Avery Goldstein (Haley Strode). Nella nuova città la ragazza ha modo di lavorare con la scrittrice Beverly Wilcox (Morgan Fairchild) con cui non è facile relazionarsi per la pubblicazione di un best seller sul amore con la casa editrice Goldstein.
Mentre si sfoga con Avery sulla sua condizione sentimentale, l'amica le consiglia di conoscere uomini che non abbiano soltanto un bel aspetto, ma che abbiano anche altre credenziali in linea con ciò che lei vuole davvero.
Natalie si ritrova presto sommersa dalle richieste della scrittrice dal difficile carattere, tanto da riuscire a distrarsi per un momento dalla fine della sua relazione. È proprio durante il lavoro che incontra l'affascinante, ma poco ambizioso, John Cooper (Drew Fuller). Nonostante l'uomo rispecchi i suoi canoni, Natalie cerca di mantenere le distanze per non innamorarsene e si butta a capofitto nel lavoro. Ma John non è l'unico ragazzo che conoscerà, infatti un'altra persona attira la sua attenzione un avvocato conosciuto a un evento di scrittori Bob Lewis (Kieren Hutchison) e Natalie imparerà a fare la scelta giusta in amore, scoprendo piano piano che ciò che il suo cuore vuole va contro quello che sembra perfetto sulla carta. Bob Lewis alla fine si rivelerà un concorrente dalla casa editrici